# Gare de Nice CP
La gare de Nice CP (Chemins de fer de Provence) est une gare ferroviaire française de la ligne de Nice à Digne, située à proximité de l'ancienne gare du Sud dans le quartier de Vernier à Nice, dans le département des Alpes-Maritimes, en région Provence-Alpes-Côte d'Azur.
Elle est mise en service en décembre 1991, en remplacement de la gare du Sud située à proximité. La gare SNCF de Nice-Ville est à quelques centaines de mètres.
C'est la gare principale de la ligne de Nice à Digne exploitée par la Régie régionale des transports de Provence-Alpes-Côte d'Azur (RRT) et desservie par le train des Pignes des Chemins de fer de Provence.

## Situation ferroviaire
Établie à 20 mètres d'altitude, la gare de Nice CP est située au point kilométrique (PK) 0,185 de la ligne de Nice à Digne entre l'ancienne gare du Sud, qu'elle remplace, et la halte de Nice-Gambetta.

## Histoire
La gare de Nice CP est mise en service en décembre 1991 pour devenir le nouveau terminus de la ligne en remplacement de la gare du Sud.

## Service des voyageurs

### Accueil
Gare terminus principale de la ligne, elle dispose d'un bâtiment voyageurs avec guichets.

### Desserte
Nice CP est une gare de départs et d'arrivées des trains de la relation de Digne-les-Bains à Nice CP, à raison de quatre aller-retour quotidiens.

### Intermodalité
Un parking pour les véhicules y est aménagé.
La gare est desservie par le tramway de Nice et des bus urbains. La gare SNCF de Nice-Ville est à environ 400 mètres.

## Galerie de photographies

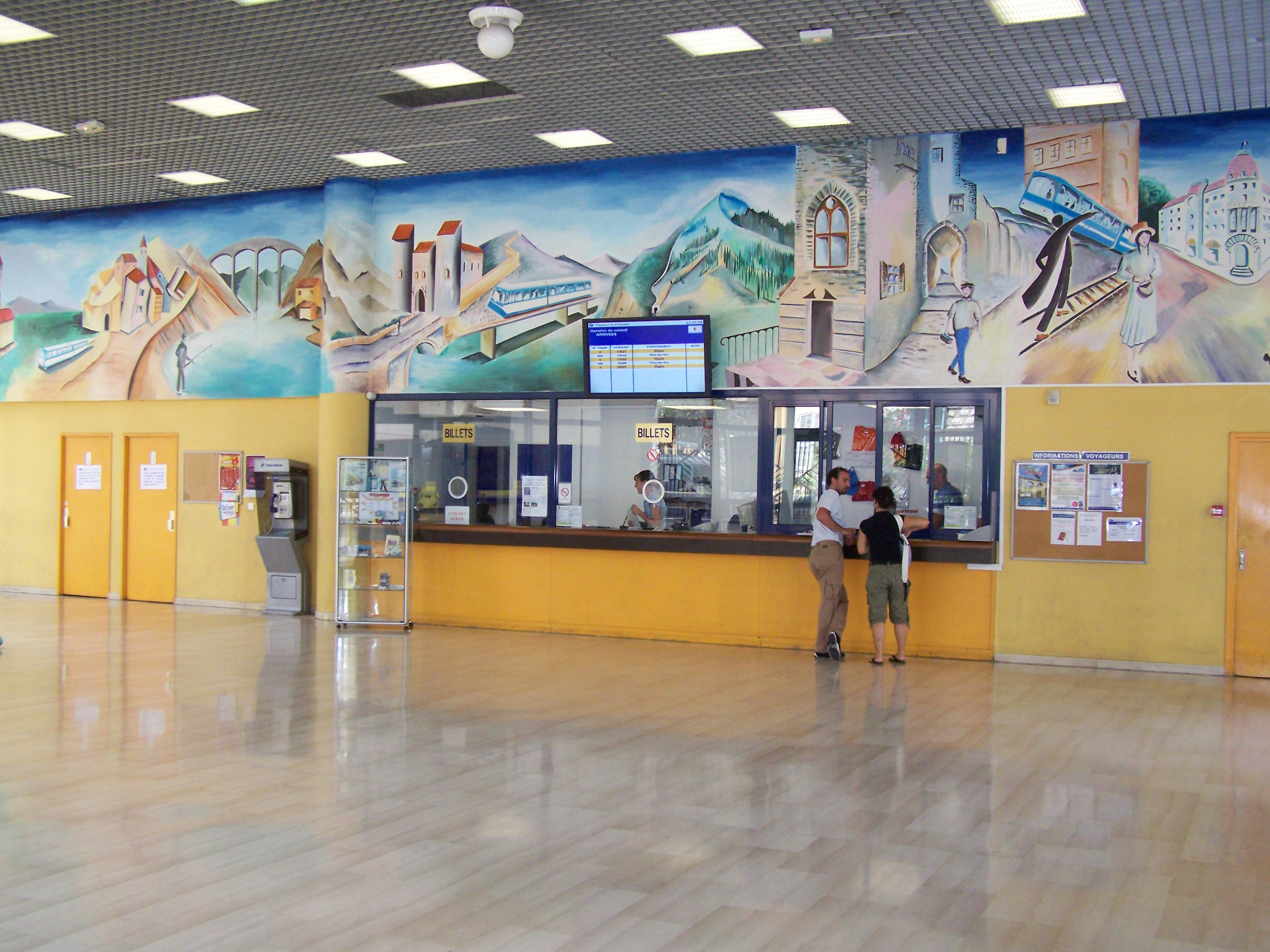
Guichets.
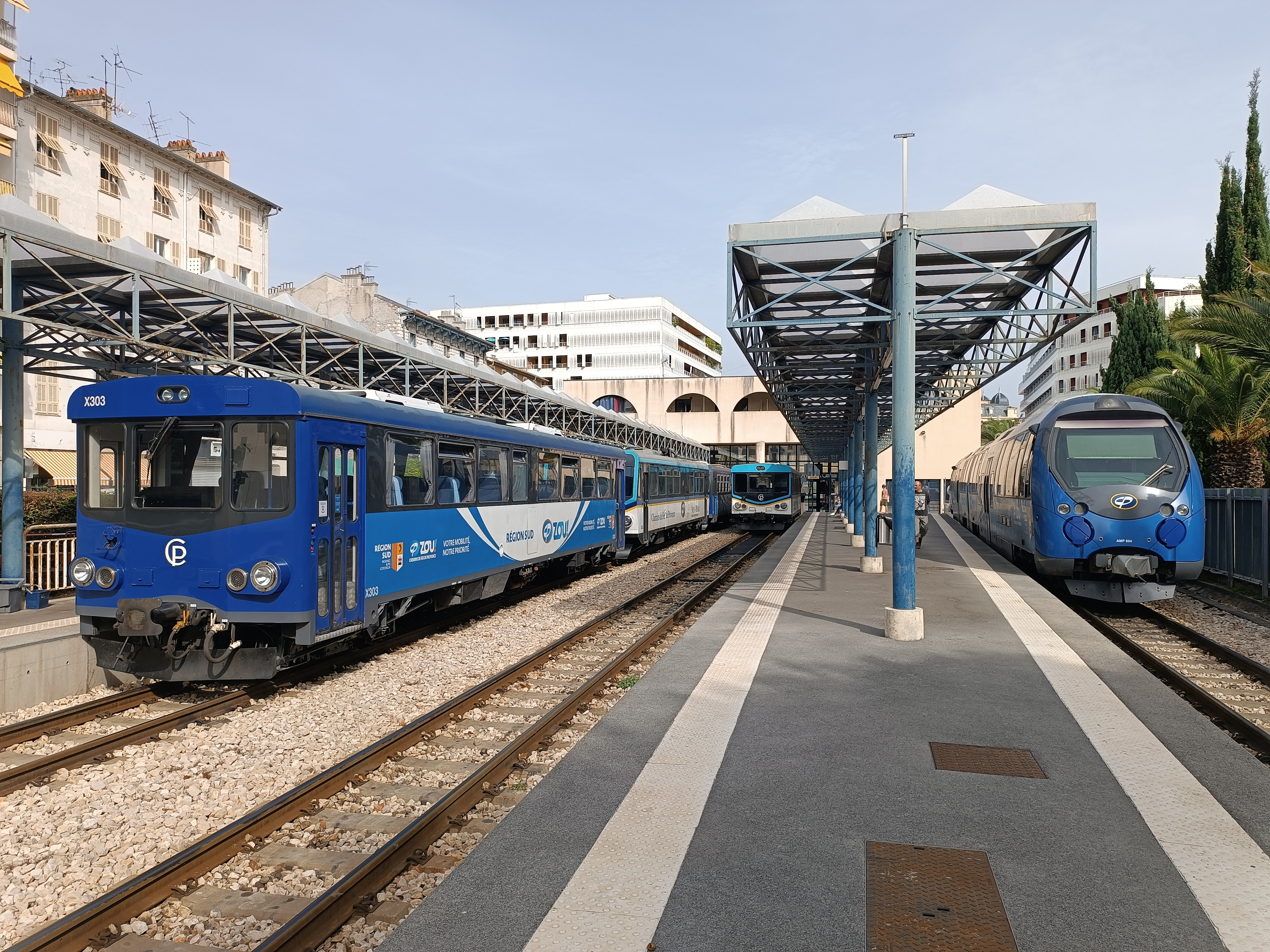
Rames X300 et AMP 800 en gare de Nice CP
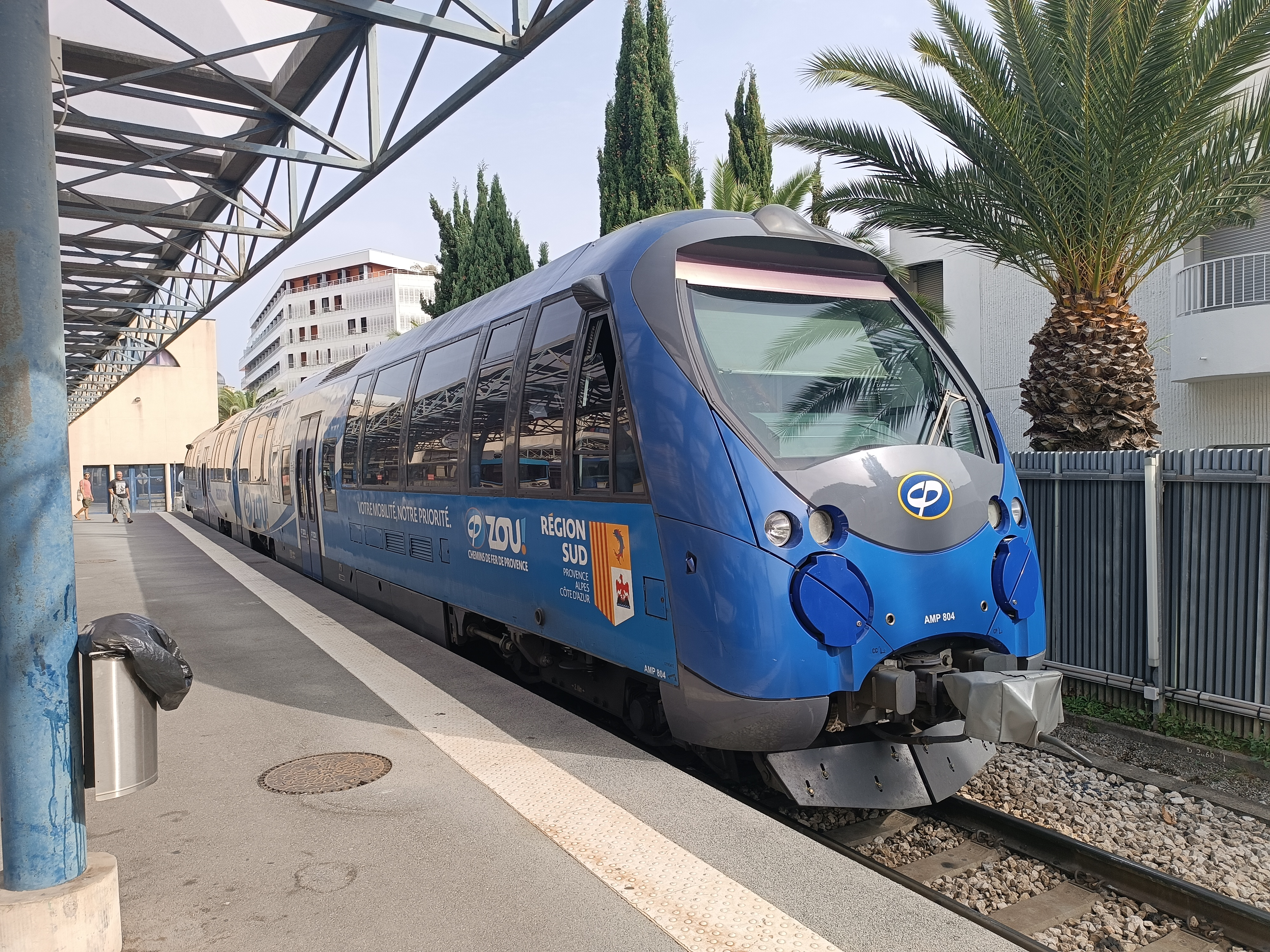
Rame AMP 800 (2012) - AMG 800